# Bunicranaus
Genre
Synonymes
- Peripa Roewer, 1925
- Deriacrus Roewer, 1932

Bunicranaus est un genre d'opilions laniatores de la famille des Cranaidae.

## Distribution
Les espèces de ce genre se rencontrent en Équateur et en Colombie.

## Liste des espèces
Selon World Catalogue of Opiliones (11/08/2021) :
- Bunicranaus clavipus (Roewer, 1925)
- Bunicranaus judsoni Villarreal & Kury, 2021
- Bunicranaus simoni Roewer, 1913
- Bunicranaus simplex (Roewer, 1932)

## Publication originale
- Roewer, 1913 : « Die Familie der Gonyleptiden der Opiliones-Laniatores [Part 2]. » Archiv für Naturgeschichte, sér. A, vol. 79, no 5, p. 257–472 (texte intégral).